# Tosxampila
Tosxampila is een geslacht van vlinders van de familie Castniidae, uit de onderfamilie Castniinae.

## Soorten
- T. annae (Biedermann, 1935)
- T. mimica (R. Felder, 1874)